# Тундрит
Тундрит — мінерал, водний силікат-карбонат натрію, калію, рідкісних земель, кальциту, титану і ніобію.
Назва — Е. І. Семенов, 1959.
Синоніми: рабдофан титановий, титанорабдофан.

## Опис
Хімічна формула:
- 1. За Є. Лазаренком: (Na, K)3-x(TR, Ca)4(Ti, Nb)2[(SiO4)2|(CO3)3| O4|OH]•2H2O.
- 2. За Ґ.Штрюбелем, З. Х. Ціммером: Na2Ce2Ti[O4|SiO4]•4H2O.
- 3. За «Fleischer's Glossary» (2004):
  - тундрит-Се — Na3(Ce, La)4(Ti, Nb)2[SiO4]2[CO3] 3O4(OH)•2(H2O);
  - тундрит-Nd — Na3(Nd, La) 4(Ti, Nb) 2[SiO4]2[CO3]3O4(OH)•2(H2O).

Містить у % (з Хібінського масиву на Кольському п-ові): Na2O — 6,92; K2O — 0,36; Th2O3 — 50,96; CaO — 1,26; TiO2 — 10,29; Nb2O5 — 4,90; SiO2 — 10,21; CO2 — 10,85; H2O — 3,75. Домішки: Fe2O3, ThO2.
Сингонія триклінна. Утворює сплющені призматичні кристали зібрані в променисті аґреґати. Густина 3,7. Тв. 3. Колір жовтуватий, жовто-коричневий, зеленувато-жовтий. Змінюється у рабдофаніт Сe[PO4]•H2O. Крихкий, легко розколюється на пластинки. Знайдений в арфведсоніт-польовошпатовому пегматиті разом з арфведсонітом, лампрофілітом, рамзаїтом, егірином, ринкітом та ін. мінералами на Кольському п-ові. Рідкісний.